# Brunnwinkl
Brunnwinkl est un petit village de sept maisons sur la côte du lac Wolfgang en Autriche. Il est particulièrement bien connu pour avoir été le lieu de recherche de Karl von Frisch qui y a découvert la danse des abeilles.